# Thính phòng Foellinger
Thính phòng Foellinger, tọa lạc tại Đại lộ 709 S. Mathews  ở Urbana, Illinois trong khuôn viên Đại học Illinois ở Urbana-Champaign, là một phòng hòa nhạc và là hội trường giảng đường lớn nhất của trường đại học. Kích thước và mái vòm của nó làm cho nó trở thành một trong những tòa nhà dễ nhận biết nhất của trường đại học. Tòa nhà được hoàn thành vào năm 1907 và được thiết kế bởi Clarence H. Blackall, một nhà thiết kế sân khấu nổi tiếng, theo phong cách Beaux-Arts. Tòa nhà về cơ bản có hình tròn với đường kính 120 feet bao gồm 17.000 feet vuông, với tiền sảnh lớn ở phía bắc và 396 bóng đèn trong mái vòm bằng đồng của nó.
Ban đầu nó dành riêng cho nhà soạn nhạc Edward MacDowell, tòa nhà được tái thiết kế vào ngày 26 tháng 4 năm 1985 để vinh danh Helene Foellinger, người đã đóng góp món quà mà cho phép trường đại học trải qua một cuộc cải tạo lớn.

## Lịch sử
Ý tưởng cho một thính phòng bắt đầu vào năm 1905 với chủ tịch của trường đại học, Edmund Janes James, người muốn xây dựng một "tượng đài cao quý" dành riêng cho nghệ thuật âm nhạc. Những người được ủy thác của trường đã chọn nhà thiết kế sân khấu và cựu sinh viên UI (Class of 1877) Clarence H. Blackall - người chịu trách nhiệm cho nhà hát Wilbur và Colonial ở Boston.
Blackall đã phát triển một thiết kế được ước tính trị giá 200.000 đô la để xây dựng. Thật không may, cơ quan lập pháp tiểu bang chỉ cho phép 100.000 đô-la nên đã yêu cầu Blackall thực hiện một số thay đổi mạnh mẽ trong bản thiết kế của mình, ban đầu được cho một khán phòng có diện tích 30.000 feet vuông (2.800 m2), có một mái vòm bằng đồng và 2.500 chỗ ngồi, một cánh phía nam sẽ là Trường Âm nhạc. Blackall giảm kích thước tổng thể của tòa nhà, có mái vòm được xây dựng bằng kim loại tấm, và loại bỏ các khu vực hậu trường, mặc dù ông đã sắp xếp thiết kế theo cách như vậy để cho phép bổ sung hậu trường sau này.
Mặc dù thiếu vốn,  việc xây dựng "Thính phòng" đã bắt đầu và kết thúc vào năm 1907. Nó được xây dựng trên nền đá granite của đá vôi và đá vôi Ấn Độ. Mặc dù có sự sai lệch so với kế hoạch ban đầu của Blackall, khi hoàn thành tòa nhà, nó có khả năng chứa 2.500 sinh viên, nhiều hơn toàn bộ sinh viên vào thời điểm đó. Tòa nhà ban đầu dành riêng cho nhà soạn nhạc Edward MacDowell.
Blackall không hài lòng về những thay đổi cần thiết do thiếu hụt ngân sách. Ông phàn nàn với kiến trúc sư trường đại học James McLaren White năm 1923: "Điều ước tốt nhất của tôi cho tòa nhà đó là để nó bốc khói trong một đêm nào đó, và ai đó sẽ có cơ hội để xây dựng lại nó ngay."

### Vấn đề âm thanh
Vài tuần trước khi đưa vào sử dụng của tòa nhà được lên kế hoạch, Blackall biết rằng hội trường không hoàn hảo về mặt âm thanh, nó được chủ tịch James gọi là "Một tiếng vọng đáng sợ". Việc sửa âm thanh của hội trường đã được giao cho các giáo sư của Khoa Vật lý của trường đại học, đặc biệt là Floyd Rowe Watson, người biết rất ít về âm thanh, nhưng đã dành sáu năm để giải quyết vấn đề, sau đó ông được thừa nhận về cống hiến này của mình. Việc tu sửa nội thất vào năm 1915 và 1937 là một phần trong nỗ lực sửa chữa vấn đề âm thanh.

## Sử dụng
Thính phòng Foellinger hiện đang được sử dụng như một giảng đường lớn, chủ yếu cho Khoa Kinh tế. Nơi này cũng được sử dụng cho các diễn giả, buổi biểu diễn, hòa nhạc và các sự kiện khác của khách mời. Theo người quản lý của Thính phòng Foellinger, khoảng 17.000 sinh viên sử dụng nơi này cho việc lên lớp và 5.000 đến 10.000 người khác tham dự các sự kiện khác nhau mỗi tuần.
Thính phòng có một camera trên đỉnh nó ghi lại video trực tiếp của Main Quad, có thể được truy cập trên trang web UIUC.
Trực tiếp ở phía trước của tòa nhà, ở dưới cùng của cầu thang, là một khu vực sân trước hình bán nguyệt. Do kiến trúc, khi đứng trực tiếp ở trung tâm, một tiếng vang có thể được nghe bởi người nói. Khu vực này được gọi là "điểm phát lại" cho hầu hết sinh viên trong khuôn viên trường.